# Glaresis franzi
Glaresis franzi es una especie de coleóptero de la familia Glaresidae.

## Distribución geográfica
Habita en Madagascar.